# 윤선 (1559년)
윤선(尹銑, 1559년~1640년)은 조선 중기의 문신이다. 자는 택원(澤遠), 호는 추담(秋潭)이며 본관은 파평(坡平)이다.

## 생애
명종 14년(1559년) 출생하였다. 선조 15년(1582년) 소과에 급제해 진사가 되었으며, 6년 후 선조 21년(1588년)에 대과에 응시하여 병과로 급제하였다. 이후 성균관전적, 승문원정자, 홍문관박사 등을 지내고 사직 후 낙향하였다. 선조 25년(1592)년 왜적이 침략했다는 변란의 소식을 듣고 도성으로 올라갔으나 이미 선조는 몽진을 떠난 후였다. 이에 어가를 쫓아 의주까지 올라갔으며, 선조의 명으로 사헌부장령에 제수되고 분조(分朝)를 쫓아 광해군의 업무를 수행했다. 이후 군기시정, 종부시정, 통례원좌통례 등을 역임했다. 선조 31년(1598년) 부친상을 당해 사직하고, 이듬해 모친상을 당해 정성으로 상을 치렀다. 이후 복직하여 부안현감, 사헌부장령, 사간원사간 등을 역임하고, 통정대부로 사간원대사간에 제수됨으로써 당상관이 되었다. 이후 호조와 예조의 참의를 지내고 승정원 도승지, 성균관 대사성을 역임했다. 광해군 즉위 후에는 각조의 참판과 예조판서, 한성부판윤에 올랐으며 주문사(奏聞使)로 귀국한 뒤에는 벼슬이 이조판서, 우참찬에 이르렀다. 광해군 13년(1621년) 영남 유생들이 간적 이이첨을 참할 것을 주청하였는데, 이들을 온전히 피신시켜 주었다가 경주부윤으로 좌천되기도 했다.
온건한 성품을 지녀 인목대비가 유폐된 뒤에도 광해군에게 불효를 저지르지 말 것을 간언하였으며, 정치를 비판하며 직언을 서슴지않아 죄를 입게 된 유생 조경기(趙慶起)와 같은 인물들을 힘써 구제하고자 하기도 했다. 이러한 성정 덕에 대북의 영수 정인홍의 문인이었음에도 불구하고, 인조반정 후에도 우참찬으로 중용되었다. 그러나 관로에 나아가기를 거부하고 고향에 머물다 14년 뒤인 인조 15년(1637)년 79세의 나이로 죽었다. 경(卿)으로서 2품 당상관직을 역임하였으나 시호는 전하지 않는다. 유저로는 추담문집이 있다.

## 가족
- 고조(高祖)
  - 사직(司直) 윤사건(尹師騫)
- 생고조(生高祖)
  - 통례원좌통례 증사헌부집의(通禮院左通禮 贈司憲府執義) 윤사하(尹師夏)
- 증조(曾祖)
  - 충좌위사맹 증좌승지(忠佐衛司猛 贈左承旨) 윤연(尹硏)
- 조부(祖父)
  - 중부참봉(中部參奉) 윤수종(尹秀宗)
- 선고(先考)
  - 증이조판서(贈吏曹判書) 윤언례(尹彦禮)

## 참고 문헌
- 조선왕조실록(朝鮮王朝實錄), 내암집(萊菴文集), 추담문집(秋潭文集), 파평윤씨세보(坡平尹氏世譜).